# VB Bremen Fighter
Die VB Bremen Fighter ist ein Ankerziehschlepper der Reederei Boluda Deutschland, der seit 2021 im behördlichen Auftrag als Notschlepper in Sassnitz auf Rügen stationiert ist.

## Geschichte
Der Schlepper wurde 2004 unter den Namen Primus für eine der Reederei Harms Bergung, Transport und Heavylift GmbH & Co. KG nahestehende Einschiffsgesellschaft auf der Cuxhavener Mützelfeldtwerft gebaut und war danach einige Jahre für Harms im internationalen Einsatz. 2011 übernahm die Bremer Unterweser Reederei GmbH (URAG) die Bereederung des Schiffs, welches ab diesem Zeitpunkt unter dem Namen Bremen Fighter eingesetzt wurde. Im Zuge der Übernahme der URAG durch die spanische Schleppreederei Boluda Corporación Marítima fährt der Schlepper für deren Tochtergesellschaft Boluda Deutschland, seit 2023 als VB Bremen Fighter.
Im März 2021 übernahm die Bremen Fighter die Aufgabe des in Sassnitz auf Rügen stationierten Notschleppers für den östlichen Bereich der deutschen Ostsee von der bisher eingesetzten Fairplay-25, nachdem die Arbeitsgemeinschaft Küstenschutz den Auftrag zum Betrieb der Notschlepperstation an Boluda verloren hatte und die bisher eingesetzte Fairplay-25 abziehen musste. Seit März 2021 ist das Schiff somit im behördlichen Auftrag der Wasserstraßen- und Schifffahrtsverwaltung des Bundes im Rahmen des deutschen Notschleppkonzepts tätig, um die Sicherheit der Schifffahrt in der östlichen deutschen Ostsee zu gewährleisten. Die Vertragslaufzeit betrug zunächst zwei Jahre, zudem bestand eine Verlängerungsoption für drei weitere Jahre.[veraltet]
Der ursprünglich unter der Flagge von Antigua und Barbuda fahrende Schlepper wurde im Februar 2022 unter die Flagge Deutschlands gebracht.

## Technik
Entsprechend seiner Aufgabenstellung ist das Schiff mit einer leistungsfähigen Maschinen- und Antriebsanlage ausgestattet. Als Hauptmotoren kommen zwei Aggregate der Baureihe MaK 9M25 zum Einsatz, die zusammen eine Leistung von 5940 kW (8076 PS) abgeben. Mit dieser Antriebsanlage erreicht der Schlepper einen maximalen Pfahlzug von 104 Tonnen.

## Schwesterschiffe
2009 wurden bei der Mützelfeldtwerft für Harms Bergung zwei Schwesterschiffe der damaligen Primus gebaut: die Pegasus und die Centaurus. Beide Schiffe befinden sich unter ihren ursprünglichen Namen heute für die Hamburger Reederei Hellespont Ship Management im Einsatz.

## Galerie

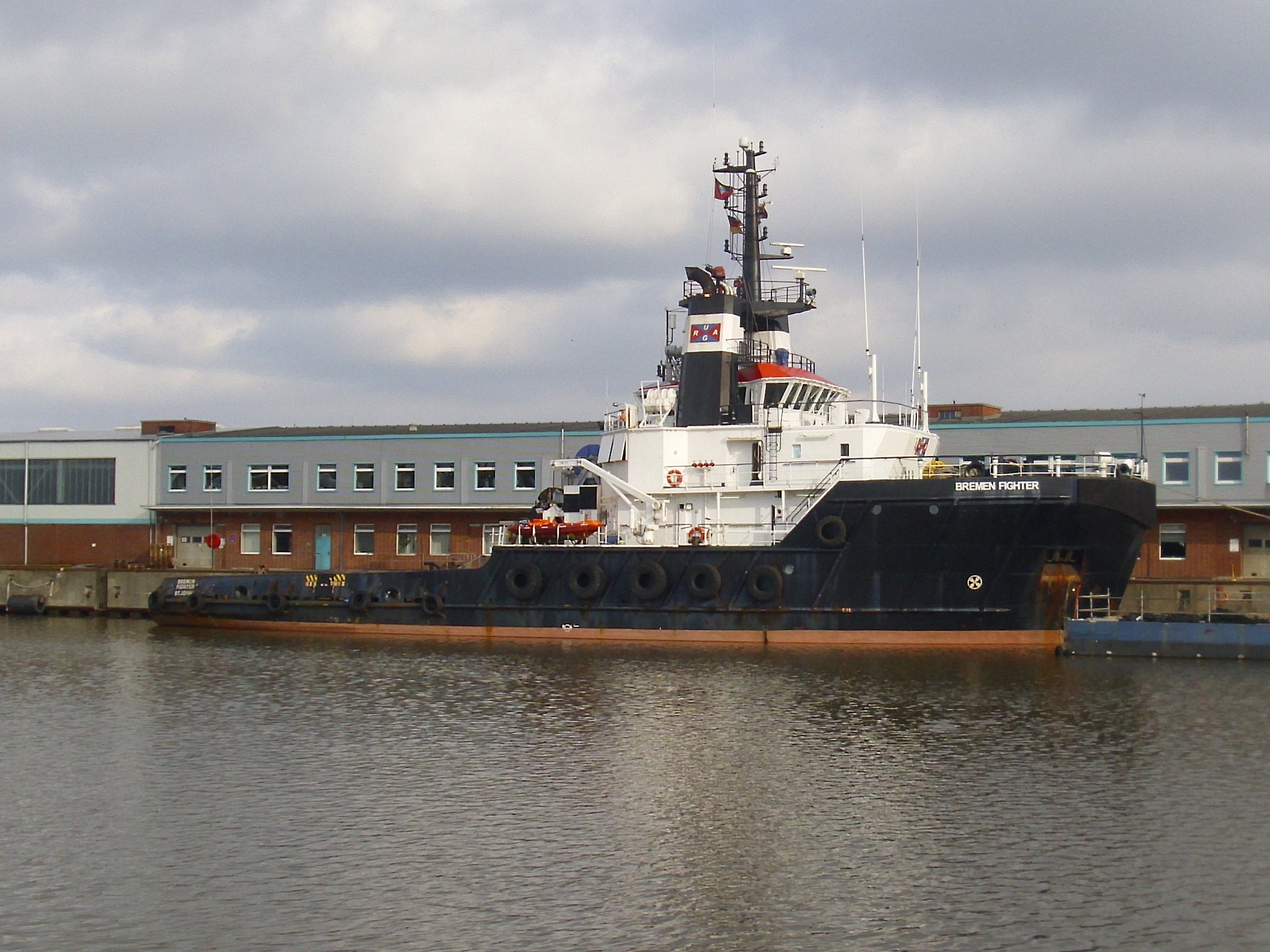
Ankerziehschlepper Bremen Fighter im Kaiserhafen in Bremerhaven
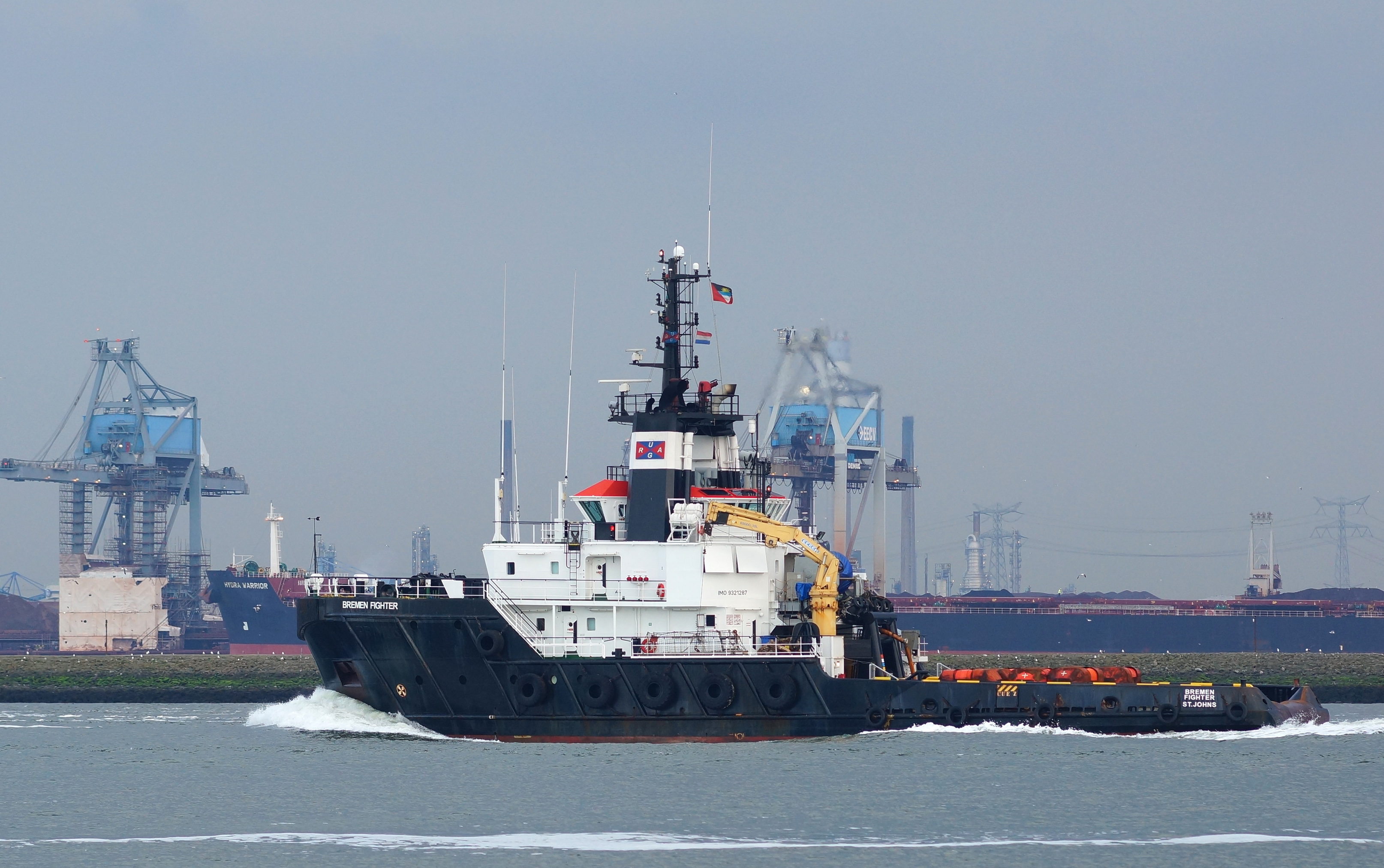
Bremen Fighter (mit Schornsteinmarke der URAG) unterwegs auf dem Nieuwe Waterweg
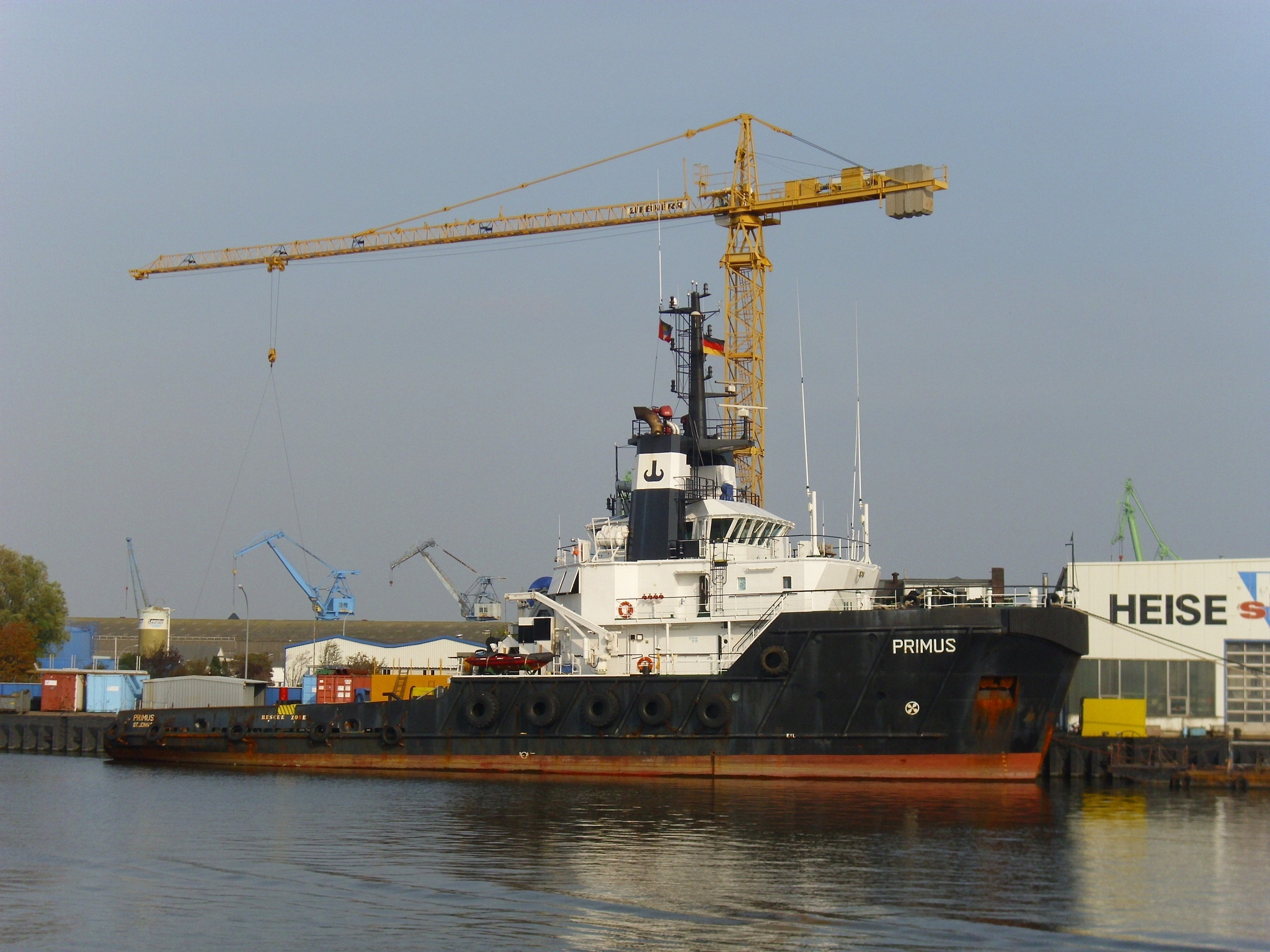
Primus (mit Schornsteinmarke von Harms Bergung) im Fischereihafen in Bremerhaven